# The Hollywood Reporter
Pour les articles homonymes, voir THR.
The Hollywood Reporter (THR) est un magazine américain fondé en 1930. Il fait partie, avec Variety, des principales publications de l'industrie du cinéma américaine.

## Histoire
The Hollywood Reporter est fondé en 1930 par William R. Wilkerson (en). Après sa mort, survenue en 1962, le titre est dirigé par sa veuve Tichi Wilkerson Kassel (en). En 1988, celle-ci cède THR à Affiliated Publications, maison mère de Billboard Publications Inc. (BPI), pour 26,7 millions de dollars. Le quotidien, dont la diffusion dépasse les 21 000 exemplaires, fait pratiquement jeu égal avec Daily Variety. Les deux titres disposent d'un lectorat aisé résidant en Californie du Sud.

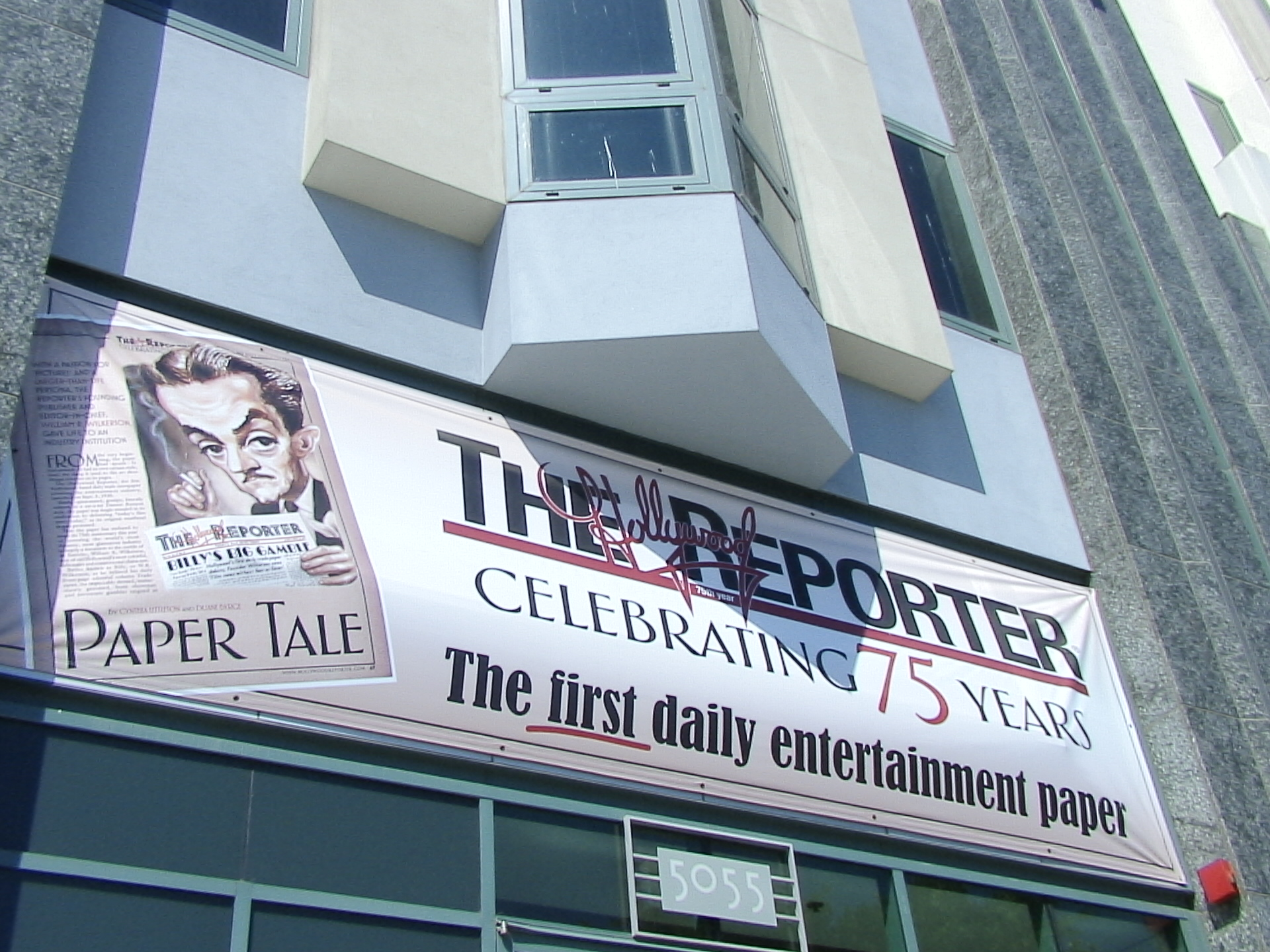
Photo du du journal The Hollywood Reporter, en 2006.

Au cours des années 2000, le titre connaît des vagues de licenciements qui réduisent les effectifs de 60 %. Entre 2006 et 2008, la diffusion de The Hollywood Reporter diminue de 45 % et tombe sous les 20 000 exemplaires. En décembre 2009, la division médias de Nielsen, société mère de THR et d'autres revues professionnelles comme le magazine musical Billboard, est rachetée par Prometheus Global Media (anciennement e5 Global Media). 
Janice Min, qui dirigeait l'hebdomadaire de divertissement Us Weekly, est nommée directrice de la rédaction (en anglais : editorial director) de The Hollywood Reporter en mai 2010. En novembre de la même année, THR adopte un rythme de parution hebdomadaire. L'actualité est délaissée pour mettre l'accent sur des portraits fouillés de personnalités du monde du cinéma et des sujets plus légers. L'actualité au jour le jour est traitée sur la nouvelle version du site web, dont l'audience augmente de 800 % en un an selon comScore. En 2015, le magazine hebdomadaire est diffusé à 74 000 exemplaires. Ses recettes publicitaires sont en augmentation de 50 % par rapport à celles de l'ancienne formule quotidienne. Sur le mois de février, le site Hollywoodreporter.com enregistre 19,8 millions de visiteurs uniques.